# Il segreto del dottore (film 1932)
Il segreto del dottore (Alias the Doctor) è un film del 1932 diretto da Michael Curtiz e, non accreditato, da Lloyd Bacon. La sceneggiatura di Houston Branch (con i dialoghi a firma Charles Kenyon) si basa su A Kuruzslo, pièce del 1927 dell'ungherese Emric Foeldes.

## Trama
Karl Brenner è lo studioso fratello adottivo di Stephen uno scansafatiche cronico. Quando vanno entrambi all'Università per studiare medicina si distinguono per i risultati, ottimi il primo, pessimi il secondo. La mancata laurea tuttavia non impedisce a Stephen di operare una giovane che gli muore sotto i ferri,e, per non causargli guai ancora peggiori Karl se ne assume la responsabilità e va in carcere. Quando esce, alcuni anni dopo, viene a sapere che il fratello è morto e la madre, a quel punto, gli rivela che è lui il loro figlio naturale e questo pone il veto al suo matrimonio con la sorella Lotti. Non potendo sposarsi Karl decide di partire e fare il medico in mezzo ai bisognosi.

## Produzione
Il film, il cui titolo in origine doveva essere Environment, fu prodotto dalla First National Pictures e dalla Vitaphone Corporation (con il nome Vitaphone). Le riprese iniziarono il 5 dicembre 1931. Nel 1932, ne venne girato in contemporanea la versione in francese, Le Cas de docteur Brenner, diretto da John Daumery.

## Distribuzione
Il copyright del film, richiesto dalla First National Pictures, Inc., fu registrato il 2 marzo 1932 con il numero LP2897.

Distribuito dalla Warner Bros. Pictures, il film fu presentato in anteprima a Los Angeles il 25 febbraio. Uscì nelle sale cinematografiche statunitensi il 26 marzo 1932 con il titolo originale Alias the Doctor. Nello stesso anno, uscì anche in Svezia (15 agosto 1932, come En läkares hemlighet), Ungheria (26 agosto, come Kuruzsló), Danimarca (24 ottobre, come En Læges Hemmelighed), Finlandia (15 dicembre, come Lääkärin salaisuus). In Italia, distribuito dalla First National, il 30 novembre ottenne "con riserva" ("Togliere ogni scena dialogata o comunque parlata in lingua straniera") il visto di censura 27489.
Il 4 maggio 1933, il film fu presentato in Spagna, a Madrid, con il titolo Su gran sacrificio.